# Derek Prince
Peter Derek Vaughan Prince (14. srpna 1915, Bangalore – 24. září 2003, Jeruzalém) byl britský letniční kazatel. Jeho denní rozhlasový program Derek Prince Legacy Radio mohla naladit polovina světové populace v mnoha jazycích. Byl autorem více než 50 spisů, které byly přeloženy do více než 100 jazyků. Řada jeho knih vyšla i v češtině.
Byl znám svým učením o démonech a křesťanským sionismem. Nepůsobil v rámci žádné církve a jeho slogan byl „Zasáhnout nezasažené a učit nepoučené“.
V České republice zásadně ovlivnil mj. Křesťanská společenství.